# Alexander Popp
Pour les articles homonymes, voir Alexander et Popp.
Alexander Popp, né le 4 novembre 1976 à Heidelberg, est un joueur de tennis allemand.
Passé professionnel en 1997, Alexander Popp a arrêté sa carrière fin 2005. Il n'a jamais remporté de victoires sur le circuit ATP mais a participé à une finale en 2004 à Newport. Son meilleur classement ATP reste une 74e place atteinte le 10 juillet 2000. Il est surtout réputé pour être un spécialiste du jeu sur gazon, atteignant deux fois les quarts de finale à Wimbledon.

## Palmarès

### Finale en simple messieurs
| No | Date       | Nom et lieu du tournoi                              | Catégorie   | Dotation  | Surface      | Vainqueur     | Score      |          |
| -- | ---------- | --------------------------------------------------- | ----------- | --------- | ------------ | ------------- | ---------- | -------- |
| 1  | 05-07-2004 | Campbell’s Hall of Fame Championships, Newport (RI) | Int' Series | 355 000 $ | Gazon (ext.) | Greg Rusedski | 7-65, 7-62 | Parcours |

### Finale en double messieurs
| No | Date       | Nom et lieu du tournoi                              | Catégorie   | Dotation  | Surface      | Vainqueurs           | Partenaire    | Score    |          |
| -- | ---------- | --------------------------------------------------- | ----------- | --------- | ------------ | -------------------- | ------------- | -------- | -------- |
| 1  | 08-07-2002 | Miller Lite Hall of Fame Championships Newport (RI) | Int' Series | 375 000 $ | Gazon (ext.) | Bob Bryan Mike Bryan | Jürgen Melzer | 7-5, 6-3 | Parcours |

## Parcours en Grand Chelem

### En simple
| Année | Open d'Australie | Open d'Australie  | Roland-Garros | Roland-Garros    | Wimbledon     | Wimbledon          | US Open  | US Open             |
| ----- | ---------------- | ----------------- | ------------- | ---------------- | ------------- | ------------------ | -------- | ------------------- |
| 2000  | -                | -                 | 1er tour      | Franco Squillari | 1/4 de finale | Patrick Rafter     | 2e tour  | Ievgueni Kafelnikov |
| 2001  | 2e tour          | Chris Woodruff    | 1er tour      | Michael Chang    | -             | -                  | -        | -                   |
| 2002  | -                | -                 | 1er tour      | Xavier Malisse   | -             | -                  | 2e tour  | Sargis Sargsian     |
| 2003  | -                | -                 | 1er tour      | Stefan Koubek    | 1/4 de finale | Mark Philippoussis | 1er tour | Karol Kučera        |
| 2004  | 1er tour         | Joachim Johansson | 1er tour      | Michaël Llodra   | 4e tour       | Andy Roddick       | 1er tour | Potito Starace      |
| 2005  | -                | -                 | 1er tour      | Arnaud Clément   | 3e tour       | Dmitri Toursounov  | 1er tour | Björn Phau          |